# Jardins du Trocadéro
Jardins du Trocadéro (pol. Ogrody Trocadéro) – ogrody zlokalizowane w zachodniej części Paryża, w 16. dzielnicy. Znajdują się one między Place du Trocadéro-et-du-11-Novembre i Palais de Chaillot (strona północno-zachodnia) a Place de Varsovie, Pont d’Iéna i Sekwaną (strona południowo-wschodnia). Ogrody zajmują powierzchnię 93 930 m².
Teren, na którym znajdują się obecnie Jardins du Trocadéro, stanowił dawniej ogrody Palais du Trocadéro, który został zbudowany w 1878 roku i zburzony w 1937 roku. W 1937 ogrody zostały przebudowane z okazji Międzynarodowej Wystawy Powszechnej, która odbywała się w Paryżu.

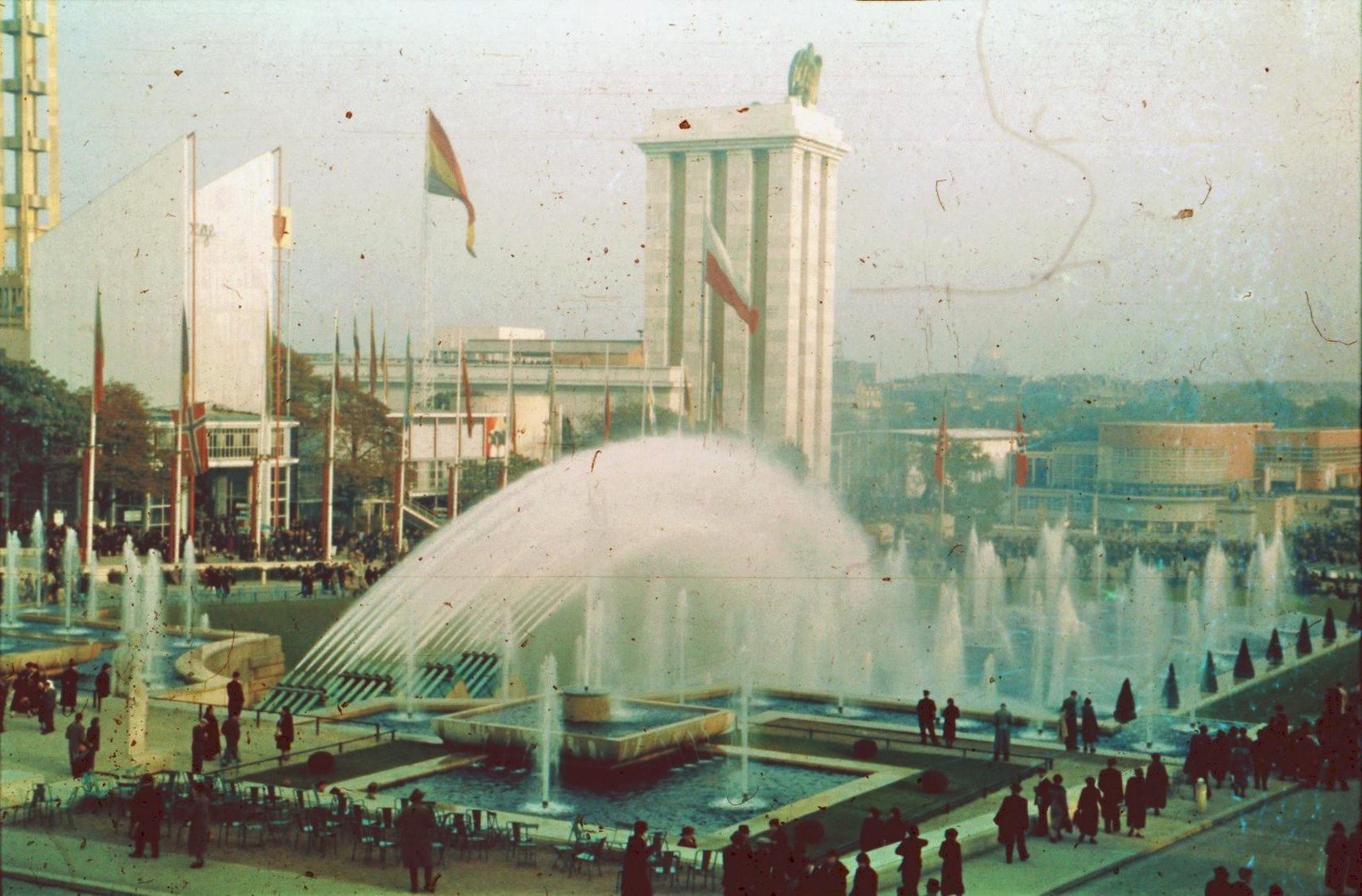
Fontanna Warszawska, która jest największą fontanną w Paryżu, w 1937

W centralnym punkcie Jardins du Trocadéro znajduje się wybudowana w 1937 roku Fontanna Warszawska, składająca się z 20 armatek wodnych.
Na czas Letnich Igrzysk Olimpijskich 2024 na miejscu fontanny został wybudowany tymczasowy stadion i strefa kibica. Postawienie konstrukcji wzbudziło protesty ekologów.